# Maximilian Ronge
Maximilian Ronge (* 9. November 1874 in Wien; † 10. September 1953 ebenda) war als Oberst der österreichisch-ungarischen Armee der letzte Chef des Evidenzbüros, des Militärgeheimdienstes der k.u.k. Monarchie.

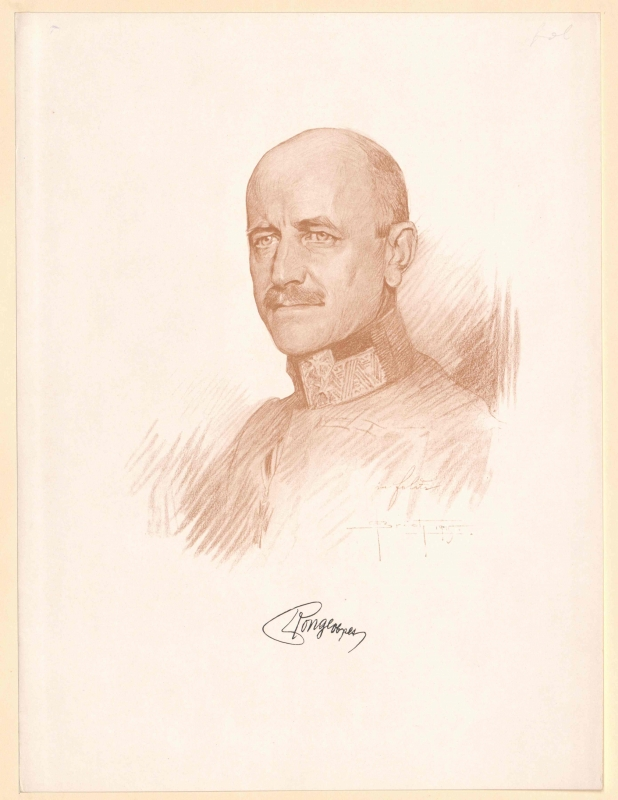
Maximilian Ronge (Zeichnung von Oskar Brüch, 1915)

## Leben
Bereits in seiner frühen Laufbahn war er ein erfolgreicher Offizier der k.u.k. Armee, der die Offiziersausbildung an der Theresianischen Militärakademie in Wiener Neustadt absolvierte und 1896 zum 2. Kaiserjägerregiment, das in Wien und Rovereto in Garnison lag, ausgemustert wurde. Von 1899 bis 1901 absolvierte er die k.u.k. Kriegsschule und verrichtete anschließend Truppendienst in Graz, Laibach und Nisko. Ronge wurde 1907 in das Evidenzbüro, der Nachrichtenabteilung des k. u. k. Generalstabs, versetzt, wo er Schüler von Oberst Alfred Redl war.
Als Redl 1913 als Doppelagent enttarnt und zum Suizid veranlasst wurde, gehörte Ronge zusammen mit August Urbański von Ostrymiecz, Franz Höfer von Feldsturm und dem Militärrichter Wenzel Vorlicek jener  Kommission an, die auf Befehl des  Generalstabschefs der k.u.k Armee, Franz Conrad von Hötzendorf, den Fall um Oberst Redl in aller Stille bereinigen sollte.
Ab 1914 war Ronge der Nachrichtenabteilung des k. u. k. Armeeoberkommandos zugeteilt, wo er während des Ersten Weltkriegs „staatsfeindliche“ und „revolutionäre“ Gegner der Doppelmonarchie ausforschte und bekämpfte, aber auch schwerste Übergriffe gegen die Zivilbevölkerung, etwa die durchaus loyalen Ruthenen in Galizien, aber nicht nur dort, zu verantworten hatte. Angesichts der katastrophalen Niederlagen der Armee im Krieg gegen das Russische Reich 1914/15 kam es seitens der österreichisch-ungarischen Militärs zu einer regelrechten Spionagehysterie, die in willkürliche, als „Kriegsnotwehr“ verbrämte Gewaltmaßnahmen gegen die ruthenischen Untertanen der Monarchie ausartete, denen man unterstellte, kollektiv den russischen Gegner zu unterstützen. So standen beispielsweise sämtliche Brieftaubenzüchter Galiziens unter Spionageverdacht und das Fliegenlassen ihrer Tiere wurde mit Standrecht bedroht. Ronge störte in diesem Zusammenhang aber nicht, dass viele Verhaftete bereits „abgeurteilt oder von der Truppe … kurzerhand erledigt worden waren“, sondern dass noch immer zahlreiche Verdächtige „bei den Militärgerichten des Hinterlandes in umständlicher Untersuchung die Zeit verbrachten, ohne dass es bisher zur Verurteilung und Strafvollstreckung gekommen wäre.“
Für Ronges Karriere wirkte sich dieses Vorgehen förderlich aus. 1917 wurde er zum Oberst befördert und Chef der Nachrichtenabteilung des Armeeoberkommandos und des Evidenzbüros. Seine Stellung sollte es ihm bei Kriegsende auch ermöglichen, zahlreiche Kisten mit eventuell belastendem Material zu vernichten, weswegen viele Fragen im Zusammenhang mit Ronges Dienststelle und Tätigkeit unbeantwortet bleiben müssen.
Nach der Gründung der Ersten Republik wurde er stellvertretender Leiter des „Kriegsgefangenen- und Zivilinternierten-Amtes“ in Wien. Gleichzeitig war er Mitglied einer Geheimgesellschaft, bestehend aus diversen monarchistisch, legitimistisch und deutschnational gesinnten Gruppierungen, die zunächst einen Sturz der von den Sozialdemokraten geführten Regierung, später dann der demokratischen Republik überhaupt anstrebten. Ronge bot sich diesen Gruppierungen, zu denen auch die Frontkämpfervereinigung Hermann Hiltls zählte, primär als „Vermittler“ an. Letztlich scheiterten alle diese Bestrebungen aber an programmatischen Fragen sowie an den Rivalitäten und Eifersüchteleien der beteiligten Organisationen und ihrer Protagonisten.
1932 wurde Ronge pensioniert. 1933 reaktivierte man ihn jedoch wieder als Leiter des staatspolizeilichen Sonderbüros, 1934 war er im Bundeskanzleramt im Ständestaat des Engelbert Dollfuß, seine Spionageabwehr konnte aber den Mord am christlich-sozialen Bundeskanzler nicht verhindern.

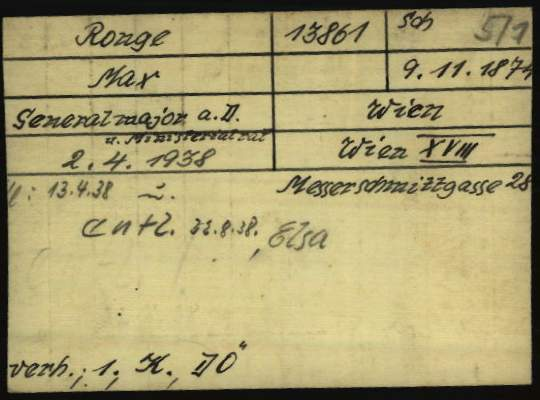
Registrierungskarte von Maximilian Ronge als Gefangener im nationalsozialistischen Konzentrationslager Dachau

Als Ronge am Tag nach dem „Anschluss Österreichs“ an das Deutsche Reich nicht der SS beitreten wollte, wurde er von den Nationalsozialisten in Wien inhaftiert, dann mit anderen Politikern im Rahmen des „Prominententransports“ ins KZ Dachau deportiert. Aus seiner Haft im Münchener Polizeigefängnis ließ er Wilhelm Canaris eine Ergebenheitsadresse anlässlich dessen Beförderung zum Vizeadmiral zukommen. Ronge wurde daraufhin im August 1938 freigelassen und erlebte den Zweiten Weltkrieg in Wien.
Selbst als 71-Jähriger nahm er noch Kontakt zu den amerikanischen Besatzungstruppen in Österreich auf, um sie beim Aufbau eines neuen Geheimdienstes zu „beraten“. 1953, noch vor Gründung des neuen Heeres-Nachrichtenamtes, starb Maximilian Ronge. Er wurde am Gersthofer Friedhof bestattet.

## Persönlichkeit
Der spätere NS-Parteigänger Edmund Glaise-Horstenau, der Gelegenheit hatte, Ronge während des Ersten Weltkrieges besser kennenzulernen, kam zum Schluss, dass dieser „in jedem Menschen zuerst den Schurken“ sah, der „das Gegenteil erst nachweisen musste“. Ronges Enkel, der Historiker Gerhard Jagschitz, beschäftigte sich nach seiner Emeritierung mit den 80 Kisten aus dem Nachlass seines Großvaters. Gemeinsam mit Verena Moritz und Hannes Leidinger schrieb Jagschitz ein Buch über Ronge unter dem Titel Im Zentrum der Macht.

## Schriften
- Schiedsrichter, Sonderabdruck aus „Streffleurs Militärische Zeitschrift“, Wien 1907.
- Das Werk des Feldmarschalls Conrad, in: Militärwissenschaftliche und Technische Mitteilungen, Heft 11/12, 1924, S. 481 ff.
- Das Kriegsgefangenen- und Zivilinternierten-Amt und der Heimtransport der österreichischen Kriegsgefangenen, in: Bundesvereinigung der ehemaligen österreichischen Kriegsgefangenen (Hrsg.), In Feindesland. Die Gefangenschaft im Weltkriege in Einzeldarstellungen, Band 2, Wien 1931, S. 336 ff.
- Zwölf Jahre Kundschaftsdienst: Kriegs- und Industrie-Spionage. Amalthea-Verlag, Zürich 1933.
- Meister der Spionage. Payne Verlag, Leipzig 1935.